# PGC 49448
LEDA/PGC 49448, auch UGC 8837 (bekannt als Holmberg IV) ist eine irreguläre Zwerggalaxie vom Hubble-Typ IBm im Sternbild Großer Bär am Nordsternhimmel. Sie ist schätzungsweise 12 Millionen Lichtjahre von der Milchstraße entfernt und hat einen Durchmesser von etwa 25.000 Lichtjahren. Vom Sonnensystem aus entfernt sich das Objekt mit einer errechneten Radialgeschwindigkeit von näherungsweise 140 Kilometern pro Sekunde.
Sie ist Teil der sechs Mitglieder zählenden Lyons Groups of Galaxies LGG 371 um Messier 101. Im selben Himmelsareal befinden sich unter anderem der Stern HD 121409 und die Galaxien NGC 5368, PGC 99756, PGC 2457935, PGC 2460867.